# Hrvatski vaterpolski klub Dinamo
Hrvatski vaterpolski klub Dinamo osnovan je u studenom 2005. godine u Zagrebu.

## Povijest
Skupipna velikih zaljubljenika u vaterpolo osnovala je klub s namjerom širenja baze u Zagrebu. U vrlo kratkom razdoblju klub je postao član Hrvatskog Vaterpolskog Saveza te se predstavio u prvim nastupima u ljeto 2006. godine. Mlađe selekcije (limači i mlađi juniori) su prve nastupe imale u jesen 2006.

### Sezona 2006.
U sezoni 2006. klub je nastupio po prvi put u seniorskoj III. Hrvatskoj Vaterpolskoj Ligi. 
Nastupili su Hrvoje Šintić, Šimun Cimerman, Trpimir Jakovac, Jasen Padovan, Marko Pintarić, Dalibor Subota... Osvojeno treće mjesto u prvoj sezoni natjecanja osigurava nastup u II. hrvatskoj vaterpolskoj ligi.

### Sezona 2007.
U sezoni 2007. seniori nastupaju u II. Hrvatskoj Vaterpolskoj Ligi te zauzimaju peto mjesto. Nastupali su Vlado Pilipović, Tomislav Rogin, Hrvoje Šintić, Matija Jurin, Trpimir Jakovac, Kristian Kunstek, Igor Kurtanjek i ostali.

### Sezona 2008.
U sezoni 2008., seniori ponovno nastupaju u II. Hrvatskoj Vaterpolskoj ligi te zauzimaju drugo mjesto, što je do sada najveći uspjeh. Od najpoznatijih imena seniorske momčadi ističu se Luka Lončar i Matija Jurin, te igrači koji su od prvoga dana u klubu (Kunstek, Kursar, Perica, Štefančić, Matijević, Smiljanić, Mijić, Vaniš, Megyery i Draganić...) Novi igrači u seniorskoj momčadi su bili Žunac, Špoljarić, Petković, Mihalić, Kovačić, Mateša i Ledec.

## Treninzi i utakmice
Treninzi i utakmice se održavaju na bazenu "Utrine" u Novom Zagrebu. Treneri su Nikola Deković, David Mijić, Domagoj Prebeg i Andrej Grozaj.

## Mlađe selekcije kluba
Mlađe selekcije kluba su "limači", "mlađi kadeti", "kadeti", "mlađi juniori" i "juniori". Natječu se pod okriljem Hrvatskog vaterpolskog saveza.